# Star Wars Gangsta Rap
«Star Wars Gangsta Rap» es una canción paródica que se hizo muy popular a través de un video musical realizado íntegramente en tecnología Flash. Fue creada por el actualmente conocido como grupo BentTV antes llamado Bentframe.